# Aeropuerto del Atolón Bikini
El Aeropuerto del Atolón Bikini (en inglés: Bikini Atoll Airport) también conocido como Aeródromo Enyu (Enyu Airfield), es una pista de aterrizaje de uso público en Enyu en el atolón de Bikini, en la pequeña nación de las Islas Marshall. Esta pista se le asigna el identificador de localización BII por parte de la IATA. La pista de aterrizaje permite el acceso al buceo y naufragios.
El Aeropuerto del Atolón Bikini cuenta con una pista de 4.460 x 140 pies (1,359 x 42,5 m).
La única aerolínea que opera en el lugar en la actualidad es Air Marshall Islands con destino a Kwajalein, Rongelap.